# Anna Haining Bates

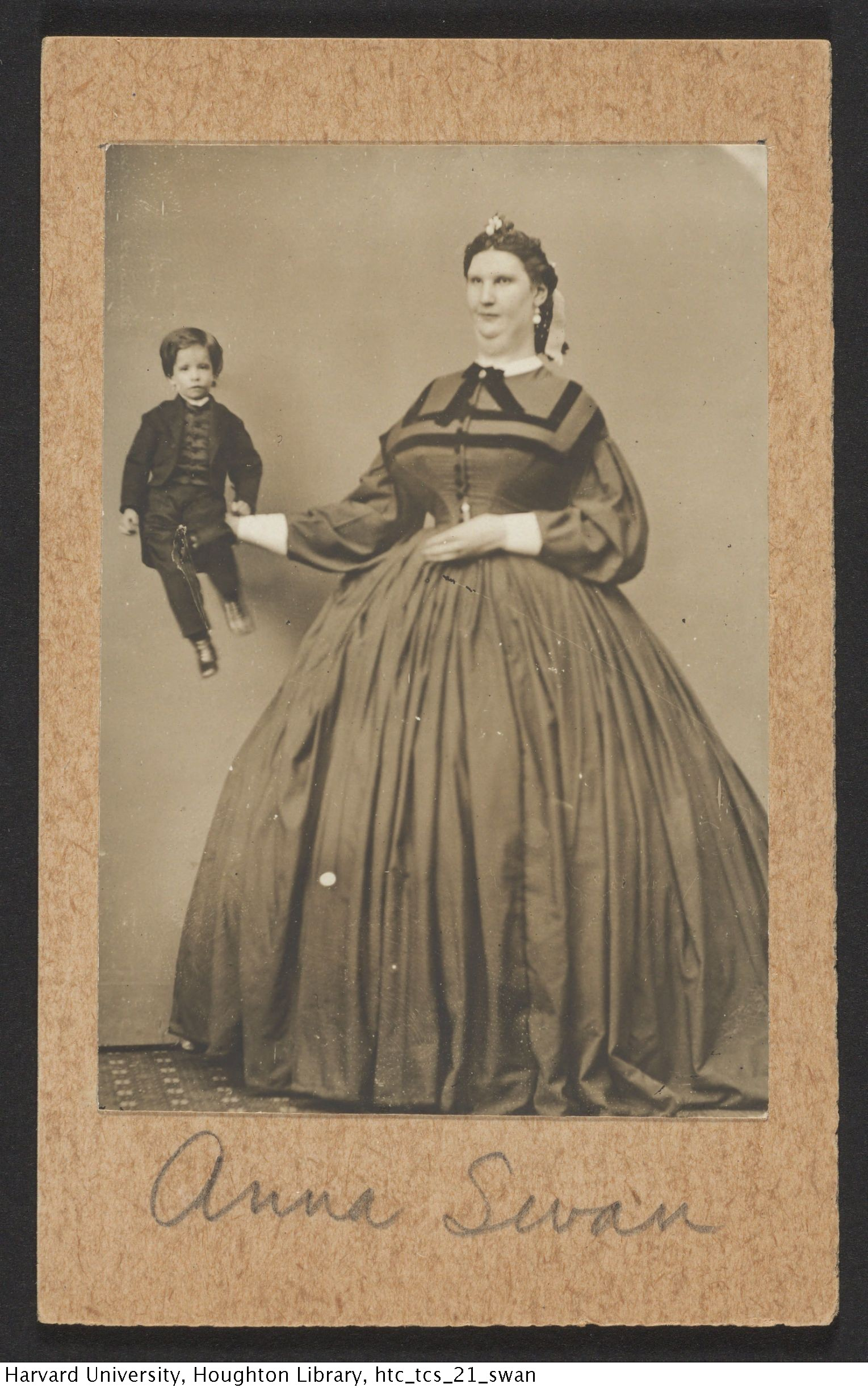
Anna Haining Bates

Anna Haining Bates (nascida Anna Haining Swan; Mill Brook, New Annan, Nova Scotia, 6 de agosto de 1846 – Seville, 5 de agosto de 1888) foi uma mulher famosa por sua extrema altura de 2,41 metros. Seus pais eram de altura média e eram imigrantes escoceses.

## Biografia
Quando nasceu, Anna Swan pesava 7,2 kg. Ela foi a terceira das 13 crianças de seus pais, todas as outras em torno de altura média. Desde o nascimento ela cresceu rapidamente. Com 4 anos, ela tinha 1,40 de altura. Com 6 anos ela foi novamente medida, e tinha 1,57 m de altura. Com 11 anos ela tinha incríveis 1,90 m de altura e pesava 89 kg. Com 15 anos, Bates tinha 2,10 m de altura. Ela parou de crescer com 18 anos. Seus pés mediam 36 cm de comprimento.

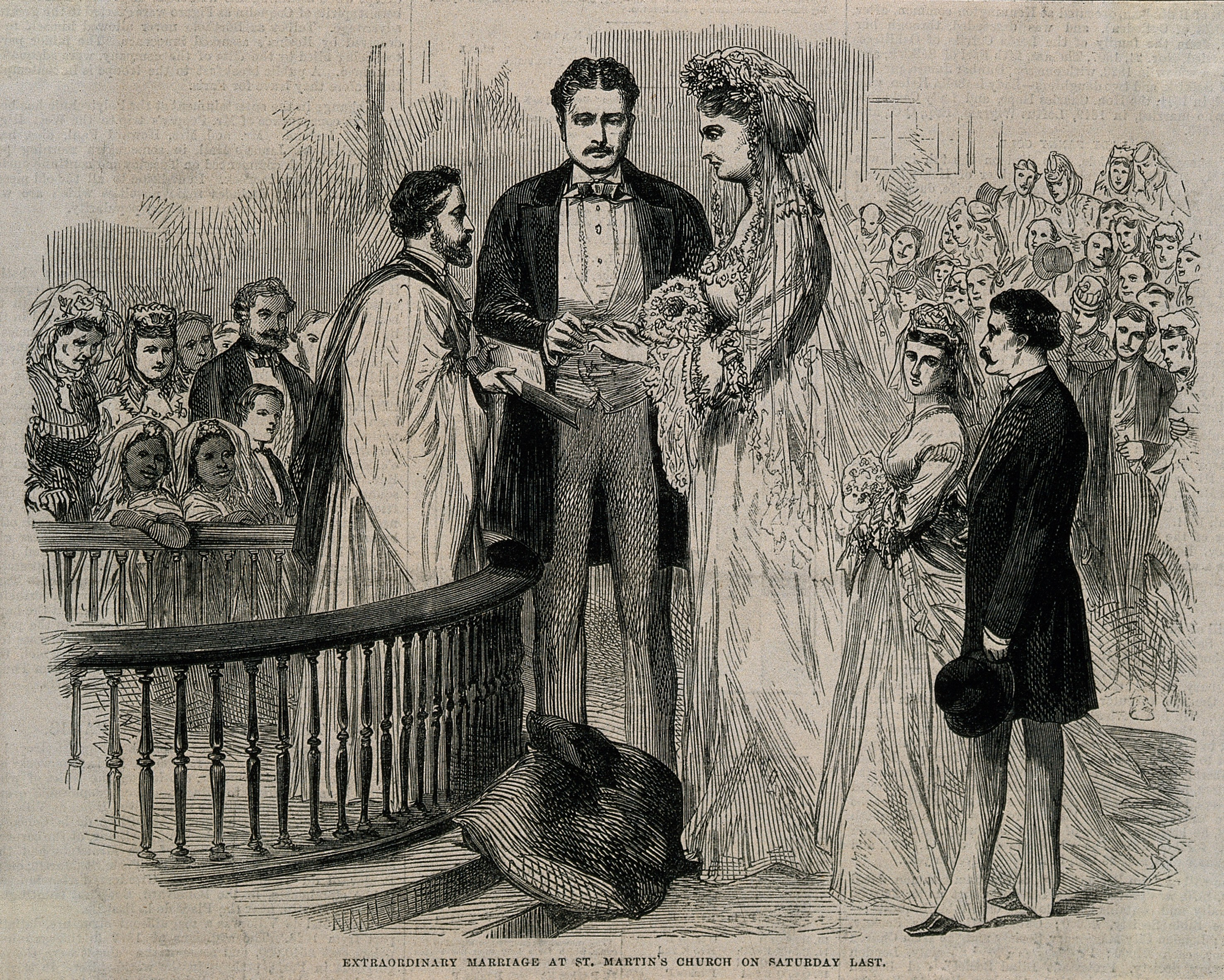
O casamento de Martin van Buren com Anna Swan, 1871

Anna era excelente em literatura e música e foi considerada muito inteligente. Ela também se destacou nos estudos de atuação, piano e vocal. Ela atuou como Lady Macbeth em uma peça de teatro. Quando o museu de Barnum foi destruído pelas chamas de um incêndio. As escadas estavam impossibilitadas e ela era grande demais para escapar por uma janela. Ela conseguiu ajuda e escapou em segurança. Ela pesava umas 150kg. Ao ir a um circo em Halifax com o qual Martin Van Buren Bates – outra pessoa extremamente alta – estava viajando, O promotor do circo viu Anna e Martin e os contrataram. O casal gigante tornou-se uma sensação de turnê e acabou se apaixonando, e em 17 de junho de 1871, em St. Martin-in-the-Fields, em Londres, eles se casaram.
Em 1872, Ela e seu marido compraram 0,53 km² de terra e sua casa tinha móveis personalizados para suas alturas. Martin supervisionou a construção da casa. A parte principal da casa tinha 4,3 m de altura, enquanto as portas eram muito largas e tinham 2,4 m de altura. A parte dos fundos da casa foi construída em altura média para servos e convidados. Anna deu a luz a dois filhos com Martin. A primeira foi uma menina nascida em 19 de maio de 1872; ela pesava 8,16 quilos e morreu no nascimento.
Enquanto viajava no verão de 1878, Anna engravidou pela segunda vez. O bebê nasceu em 18 de janeiro de 1879 e sobreviveu apenas 11 horas. Ele foi o maior recém-nascido já registrado, 10,7 kg e quase 75 cm de altura, cada um dos seus pés mediam 15 centímetros. Então, após seu nascimento, foi premiado com um recorde mundial do Guinness World Records. Eles retomaram a turnê com o Cole Bros. Circus no verão de 1879, e novamente na primavera de 1880. Bates passou seus anos restantes aposentados na fazenda que ela e seu marido compraram. Ela começou a ser membra da Igreja Batista local em 1877 e participou de cultos com seu marido.
Anna Bates morreu inesperadamente de pneumonia enquanto dormia em sua casa no dia 5 de agosto de 1888, apenas um dia antes de seu aniversário, quando iria fazer 42 anos.